# Bavaria Slavica
Die Bavaria Slavica im heutigen Nordostbayern ist ein Teil des in der historischen Forschung als Germania Slavica bezeichneten Siedlungsgebietes slawischer Bevölkerungsgruppen im heutigen Deutschland.
In Oberfranken und in der Oberpfalz lebten im Früh- und beginnenden Hochmittelalter neben der fränkisch geprägten Bevölkerung auch Slawen, die zwischen dem 6. und 9. Jahrhundert aus dem Donaugebiet und dem böhmischen Raum eingewandert waren. Diese Gruppen erscheinen in den schriftlichen Quellen des 8. bis 10. Jahrhunderts als Main-, Regnitz- und Naabwenden. Die Binnenkolonisation und der Landesausbau im 10./11. Jahrhundert erfolgten im Obermainland wohl unter Heranziehung weiterer slawischer Siedler. Im Verlauf eines Ausgleichs- und Anpassungsprozesses haben sie ihre eigene Sprache und kulturelle Tradition schon im 10. und 11. Jahrhundert weitgehend aufgegeben.
Ihre Anwesenheit spiegelt sich noch heute in mehreren Quellenarten, die Gegenstand verschiedener Forschungsdisziplinen sind. Sie erfordern verschiedene Methoden der Auswertung bzw. Interpretation und ermöglichen unterschiedliche Aussagen.

## Die schriftlichen Quellen
Die früheste sichere Erwähnung von Slawen im Maingebiet ist im Zusammenhang mit der Gründung des Bistums Würzburg im Jahr 741 überliefert. Um 790 beauftragte Karl der Große den Würzburger Bischof Berowelf, im Rahmen der Slawenmission 14 sogenannte Slawenkirchen für die christianisierten Slawen an Main und Regnitz zu errichten, deren Lage jedoch meist nur vermutet werden kann. Im Diedenhofener Kapitular (805) sind Hallstadt, Forchheim, Premberg bei Burglengenfeld und Regensburg als Zollorte für den Handel zwischen Franken und Slawen genannt. 863 wurden erstmals Slawen im Gebiet des bayerischen Nordgaus erwähnt. Im Zusammenhang mit Schenkungen an das Kloster Fulda und Kirchen in Würzburg und Ansbach wurden im 8. bis 10. Jahrhundert auch mehrere „im Slawenland“ liegende Orte genannt. Bei der Gründung des Bistums Bamberg 1007 wurde ausdrücklich auf die Christianisierung der Slawen hingewiesen. Auch bei der Bamberger Diözesansynode 1059 waren die Weigerungen der Slawen, den Kirchenzehnten zu zahlen, und weiterhin ausgeführte heidnische Praktiken ein Thema. Auf der nächsten bischöflichen Synode 1087 wurden Slawen schon nicht mehr erwähnt. Insgesamt ist die Überlieferung stark durch Zufall bedingt. Es wurde vor allem das Gebiet um Bamberg beleuchtet, während weiter entfernte Regionen nur selten in den Urkunden erscheinen.

## Die namenkundlichen Quellen

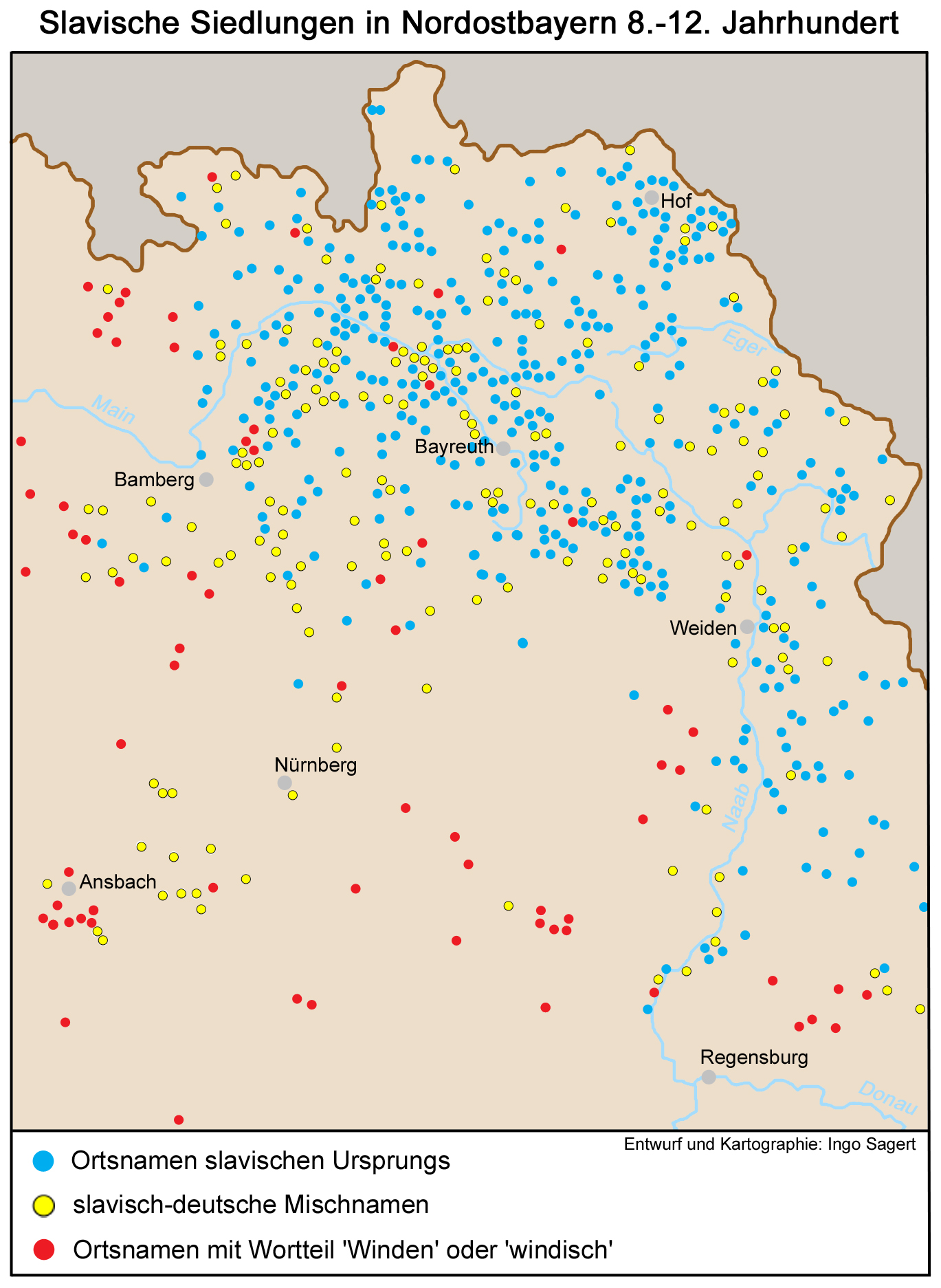
Verbreitung slawischer Siedlungen in Nordostbayern (8.–12. Jahrhundert).

Bei den Orts-, Flur- und Gewässernamen in Oberfranken und der Oberpfalz sind häufig slawische Namen oder Namensbestandteile erkennbar. Neben anderen Aspekten ermöglichen auch die namenkundlichen (onomastischen) Analysen Aussagen zum slawischen Bevölkerungsanteil. Dabei kann aber weniger die konkrete Besiedlung eines einzelnen Ortes durch eine slawische oder deutsche Bevölkerung bestimmt als Schlüsse zu einem größeren Gebiet, der Namenlandschaft, getroffen werden. Siedler können z. B. einen älteren Namen des Platzes oder den eines benachbarten Ortes übernommen haben. Im entgegengesetzten Fall können slawische Ortsnamen aber auch später übersetzt oder durch einen neuen deutschen Namen ersetzt worden sein. Eine eigene Gruppe stellen die Ortsnamen dar, die mit „Windisch-“ beginnen oder mit „-winden“ bzw. „-wind“ enden und häufig mit einem deutschen Personennamen oder Amtstiteln wie Abt oder Bischof verbunden sind. Hier wurde schon durch die Benennung auf die als Winden oder Wenden bezeichneten Slawen hingewiesen, die in diesem Ort lebten. Ein typischer Namensbestandteil slawischen Ursprungs ist auch die Endung „-itz“.

## Die archäologischen Quellen
Archäologische Funde, besonders Keramikgefäße mit typischen Wellenverzierungen und Metallschmuck, weisen enge Parallelen zum slawisch besiedelten Ostmitteleuropa auf. Sie zeigen, dass sie in der gleichen Tradition hergestellt wurden und enge Beziehungen vor allem zum sorbischen Gebiet zwischen Elbe und Saale und nach Böhmen bestanden. Ihre chronologische Einordnung lässt jedoch oft einen breiten Datierungsspielraum von bis zu einem Jahrhundert zu. Gleichzeitig weisen die Ausgrabungs- oder Lesefunde nur ein bestimmtes Gebiet aus, in dem eine slawische Bevölkerung lebte, ohne dass derzeit genauere Aussagen zur Herkunft oder Zeit der Einwanderung einzelner Gruppen gemacht werden können. Wichtige Aufschlüsse lassen sich aus den Gräbern gewinnen, deren genaue zeitliche Einordnung zwischen dem 8. und 11. Jahrhundert jedoch noch immer Schwierigkeiten bereitet. Anders als in den weiter westlich gelegenen Gebieten des Reiches wurden in Nordostbayern den Toten Gegenstände wie Kleidung, Schmuck und Speisen mit ins Grab gegeben. Diese Grabsitten weichen deutlich von dem sonst üblichen christlichen Grabbrauch ab und zeigen noch heidnische Relikte. Die von Franken und Slawen gemeinsam benutzten Friedhöfe und Gräberfelder aus karolingisch-ottonischer Zeit unterstützen die Vermutung, dass die Integration der slawischen Zuwanderer weitestgehend friedlich verlief.